# Prometheus (software)
Prometheus is vrije software om foutmeldingen bij te houden. Hiervoor wordt een gespecialiseerde databank gebruikt die efficiënt analyses kan uitvoeren op tijdreeksen. Prometheus is vooral gericht op het monitoren van systemen en diensten.